# Gewichtheber-Bundesliga
Die Gewichtheber-Bundesliga ist die höchste Liga im deutschen Gewichtheben für Mannschaften.

## Modus
Bis zur Saison 2010/11 war die Gewichtheber-Bundesliga in die Gruppen Süd, Mitte und Nord unterteilt, welche jeweils fünf Mannschaften umfassten. In Hin- und Rückrunde wurden jeweils ein Meister ermittelt, welche in einem Bundesligafinale gegeneinander antraten um den deutschen Mannschaftsmeister zu ermitteln. Die Finale wurden üblicherweise in einer der Heimatstädte der Teilnehmer ausgetragen.
Zur Saison 2011/2012 wurde die Anzahl der Staffeln auf zwei (Nord und Süd) reduziert. Die Anzahl der Mannschaften pro Staffel blieb bei fünf, sodass nur noch zehn statt bisher 15 Mannschaften in der 1. Bundesliga antraten. Am Finale nahmen nunmehr die zwei Staffelsieger und der punktbeste Zweite (Punkteschnitt aus dem besten Kampf der Hin- und Rückrunde) teil.
Ab der Saison 2013/14 traten jeweils sieben Mannschaften in den Staffeln West (Gruppe A) und Ost (Gruppe B) gegeneinander an. Zudem wurde die Anzahl der Teilnehmer am Finale zur Mannschaftsmeisterschaft von drei auf zwei reduziert. Analog wurde ein „kleines Finale“ um den 3., bzw. 4. Platz eingeführt. Die Runde wurde nun in einer Vorrunde (innerhalb der jeweiligen Staffel) und anschließenden Playoffs (staffelübergreifend) ausgetragen.
Das Finale der Mannschaftsmeisterschaft wird seit der Saison 2016/17 wieder mit drei Mannschaften ausgetragen. Die Anzahl der teilnehmenden Mannschaften in den Staffeln wurde in der Folgesaison erneut erhöht.
Zu Beginn der Saison 2019/20 erfolgte die Umstellung von einer zwei- auf eine eingleisige Bundesliga mit acht teilnehmenden Mannschaften. Das Finale um die deutsche Mannschaftsmeisterschaft wird weiterhin in einem Wettkampf der drei bestplatzierten Teams ausgetragen. Die punktbeste Mannschaft ist Ausrichter dieses Wettkampfs.

Am Ende der Saison nimmt die achtplatzierte Mannschaft an einem Relegationskampf mit den beiden besten Meistern der drei Staffeln der 2. Bundesliga teil. Der Sieger der Relegation erhält das Startrecht in der 1. Bundesliga.

## Wettkämpfe
Für jede Mannschaft können sechs Athleten auf einem Wettkampf in die Wertung genommen werden. Zwei zusätzliche Heber können als Ersatz gemeldet werden, die im Verletzungsfall vor dem Reißen oder vor dem Stoßen eingewechselt werden können. Eine Mannschaft benötigt mindestens fünf Heber um am Wettkampf teilnehmen zu können. Männer und Frauen heben in einer Mannschaft.
Da es in der Bundesliga keine Gewichtsklassen gibt, wurde die Relativwertung entwickelt, um die Leistungen der verschieden schweren Athleten vergleichen zu können. Hierbei wird von der gehobenen Zweikampflast ein, vom Körpergewicht abhängiger, Relativabzug abgezogen. Für Männer und Frauen gibt es unterschiedliche Relativabzugstabellen. Die addierten Punkte der Heber stellen das Mannschaftsergebnis dar. In der Saison 2009/10 war die höchste erzielte Punktzahl einer Mannschaft 910,0 Relativpunkte, die eines Hebers 190,0 Punkte und die einer Heberin 145,0 Punkte. Die durchschnittliche Leistung in der 1. und 2. Bundesliga betrug 87,1 Relativpunkte.

## Bundesliga 2023/24
Die Bundesligasaison 2023/24, an der neun Mannschaften teilnahmen, begann am 14. Oktober 2023. Der letzte Wettkampftag vor dem Finale fand am 16. März 2024 statt.
Abschlusstabelle
| Pl. | Verein                                               | K. | Ergebnis      | Max.  | Pkte. |
| --- | ---------------------------------------------------- | -- | ------------- | ----- | ----- |
| 1.  | SV Germania Obrigheim (Mannschaftsmeister Vorsaison) | 8  | 6431,9:5374,1 | 904,8 | 22:20 |
| 2.  | AV 03 Speyer                                         | 8  | 6114,2:5722,3 | 847,6 | 17:70 |
| 3.  | AC Mutterstadt                                       | 8  | 6175,0:5789,3 | 827,4 | 14:10 |
| 4.  | TB 03 Roding                                         | 8  | 5607,7:5646,0 | 734,4 | 14:10 |
| 5.  | SSV Samswegen 1884                                   | 8  | 5654,5:5627,4 | 801,8 | 12:12 |
| 6.  | KSV Grünstadt                                        | 8  | 5456,4:5683,6 | 736,0 | 09:15 |
| 7.  | KSV Durlach (Aufsteiger)                             | 8  | 5347,8:5806,7 | 762,6 | 09:15 |
| 8.  | Chemnitzer AC                                        | 8  | 5532,8:5856,7 | 789,0 | 06:18 |
| 9.  | AC Potsdam                                           | 8  | 4900,4:5714,6 | 695,2 | 05:19 |

Das Bundesligafinale wurde am 27. April 2024 im Olympiastützpunkt Rhein-Neckar in Heidelberg ausgetragen. Vor über 1000 Zuschauern konnte der Titelverteidiger SV Germania Obrigheim 894,6 Relativpunkte erreichen, der AC Mutterstadt kam auf 832,4 Punkte und der AV 03 Speyer wurde mit 926,3 Punkten Deutscher Mannschaftsmeister 2024.

## Deutsche Mannschaftsmeister
In den Bundesliga-Kampfzeiten seit 1964 konnten insgesamt 18 Vereine mindestens einen Meistertitel gewinnen. Erfolgreichste Gewichthebervereine sind mit je acht gewonnenen Meisterschaften der VfL Wolfsburg und der AV 03 Speyer. Die Ringer der TSG 1886 Mutterstadt (drei Titel) gründeten 1969 den AC 1892 Mutterstadt (sieben Titel), womit Mutterstadt mit zehn Liga-Titeln die erfolgreichste Gewichtheber-Gemeinde ist.
| Rang | Verein                | Bundesliga-Meisterschaften | Zuletzt |
| ---- | --------------------- | -------------------------- | ------- |
| 01   | VfL Wolfsburg         | 8                          | 1989    |
| 01   | AV 03 Speyer          | 8                          | 2024    |
| 03   | AC Mutterstadt        | 7                          | 1984    |
| 04   | Chemnitzer AC         | 6                          | 2014    |
| 05   | AC Soest              | 4                          | 2002    |
| 05   | TSV 1860 Stralsund    | 4                          | 2005    |
| 05   | SV Germania Obrigheim | 4                          | 2023    |
| 08   | TSG Mutterstadt       | 3                          | 1968    |
| 08   | SSV Samswegen         | 3                          | 2019    |
| 10   | KSV 1884 Mannheim     | 2                          | 1975    |
| 10   | SV Donaueschingen     | 2                          | 1976    |
| 10   | Berliner TSC          | 2                          | 1994    |
| 10   | AC Germania St. Ilgen | 2                          | 1998    |
| 14   | ASV Mainz 88          | 1                          | 1964    |
| 14   | PSV Phönix Kassel     | 1                          | 1966    |
| 14   | KSV Langen            | 1                          | 1985    |
| 14   | TSV Regen             | 1                          | 1990    |
| 14   | ASV Ladenburg         | 1                          | 1993    |

## Frühere Saisons
- Gewichtheber-Bundesliga 2007/08
- Gewichtheber-Bundesliga 2008/09
- Gewichtheber-Bundesliga 2009/10